# Рамиро Гарсес (король Вигеры)
Рами́ро Гарсе́с (исп. Ramiro Garcés; погиб 8 июля 981) — король Вигеры (970—981), сын короля Наварры Гарсии I и Терезы Рамирес Леонской.

## Биография
Некоторые авторы предполагают, что Тереза Леонская настаивала на полном лишении наследства старшего сына Гарсии, Санчо Абарки, в пользу Рамиро. Однако Гарсия завещал Рамиро только область Вигеры, полученную в качестве приданого во время его женитьбы на Терезе, вместе с титулом короля.
Рамиро признавал себя вассалом старшего брата. В 975 году он совершил нападение на соседние мусульманские области, но потерпел поражени в битве при Эстеркуэле, произошедшей 6 июля этого же года.
Точная дата его смерти неизвестна. Сохранились документы времени его правления, вплоть до 981 года. В одной из хартий, датированной 991 годом, сообщается, что к этому времени Рамиро был уже мёртв. Арабские источники сообщают, что он погиб в битве при Торревисенти в 981 году, где он и Гарсия Фернандес Кастильский сражались против Аль-Мансура, поддерживая кордовских повстанцев во главе с Халибом ибн Абд ар-Рахманом.
У Рамиро было два сына — Санчо и Гарсия, ставшие один за другим королями Вигеры.